# Fabian Schartel
Fabian Schartel (* 3. Oktober 1996) ist ein österreichischer Handballspieler auf der Spielposition Linksaußen.

## Vereinskarriere
Schartel spielte in seiner Jugend beim Vöslauer HC. Der Rechtshänder lief bis 2018/19 für die Jags Vöslau in der HLA Challenge auf. In der Saison 2019/20 stand Schartel bei der HSG Graz unter Vertrag und lief damit erstmals in der Handball Liga Austria auf. 2020/21 lief er wieder für die Jags Vöslau auf und konnte den zweiten Platz in der HLA Challenge belegen. Durch die Aufstockung der Handball Liga Austria nimmt das Team seit 2021/22 an dieser teil.